# Вампір (фільм)
«Вампір — Марення Аллена Ґрея» (нім. Vampyr – Der Traum des Allan Grey) — містичний фільм Карла Теодора Дреєра (1932), знятий у традиціях німецького експресіонізму у Франції на кошти Ніколаса де Гінцбурга, який під псевдонімом «Джуліан Вест» виконав головну роль Аллена Ґрея.

## Сюжет
Молода людина на ім'я Аллен Ґрей зупиняється на нічліг у селі Куртамп'єрр. Посеред ночі в його замкнену кімнату входить старий. Він залишає на столі пакунок з поміткою: «Відкрити після моєї смерті».
Вранці Аллен зазирає у віконце садибного будинку і бачить того ж старого. Звідкись лунає постріл, і старий падає бездиханний. Розпакувавши пакунок, Аллен знаходить всередині старовинну книгу про зловісних створінь, що іменуються в народі вампірами.
У старого є дві дочки, Жизель і Леон. З них друга страждає тяжкою недугою. Вона блукає, як сомнамбула, подвір'ям садиби. На її шиї знаходять сліди зубів, схожих на щурячі. Аллен здогадується, що Леон перебуває у владі вампіра.
Сільський лікар, оглянувши Леон, заявляє, що врятувати її може тільки переливання крові. Аллен погоджується віддати свою кров для порятунку дівчини. Ослабнувши від втрати крові після переливання, він поступово приходить до тями і помічає в руці у лікаря, що схилився над дівчиною, склянку з отрутою. Він розуміє, що доктор — маріонетка в руках вампіра.
Аллен слідує за доктором у замок, де спостерігає дивне видіння: його несуть у труні і хоронять живцем. Між тим вірний дворецький знаходить книгу про вампірів і з'ясовує, що вбити прибульця з того світу можна, тільки проткнувши його серце залізним прутом. Він відшукує на цвинтарі могилу старої чаклунки Маргарити Шопен і точно виконує припис.
Злі чари розвіюються, Леон приходить до тями. Доктор ховається на старому млині, де його чекає страшна загибель. Аллен і Жизель пливуть у човні оповитою туманом річкою.

## Робота над фільмом
Після невдалого прокату стрічки «Страсті Жанни д'Арк» (1928) режисер Карл Теодор Дреєр, оператор Рудольф Мате і художник-постановник Герман Варм («Кабінет доктора Калігарі») планували зробити більш комерційно успішний фільм з містичним ухилом. Дреєр перебрав близько тридцяти новел у готичному стилі, перш ніж його увагу привернула книга Шерідана Ле Фаню «Крізь тьмяне скло» (1872).
У титрах заявлено, що сюжетні мотиви «Вампіра» сходять до двох повістей із цієї книги — «Кармілла» і «Таємниця готелю „Дракон, що ширяє“». Якщо ж вірити сучасним дослідникам, фабула фільму — значною мірою плід уяви самого Дреєра. Один з біографів режисера звертає увагу на схожість літній вампірші з прийманою матір'ю Дреєра, а нещасну Леон уподібнює його справжній матері, яка, як відомо, отруїлася.
Початок роботи над «Вампіром» припав на кінець епохи німого кіно. Значна частина інформації у фільмі передається «по старому» через картки з титрами (зокрема сторінки книги про вампірів, яку гортає головний герой). Для вивчення звукової технології, яка була погано відома французам, Дреєр здійснив поїздку в Лондон, де зустрівся з данським письменником Крістеном Юлом. Разом вони написали сценарій «Вампіра».
Коли Дреєр повернувся до Франції, художниця Валентина Гюго познайомила його з модним світським персонажем, бароном Гінцбургом, який мріяв про акторську кар'єру. Гінцбург обіцяв знайти фінансування за умови, що він виконає у фільмі головну роль.
«Вампір» був знятий за межами студійних павільйонів, що на ті часи було рідкістю. Натурні знімання проходили в 1930 і 1931 роках у глухому селі Куртамп'єрр (департамент Луаре). Виконавця ролі зловісного доктора Дреєр знайшов у паризькому метро. Більшість зайнятих у фільмі акторів не були професіоналами. Виняток становлять Сибілла Шміц, яка виконала роль Леон, і Моріс Шуц, з яким Дреєр працював над фільмом про Жанну д'Арк.
Оператор Мате отримав від Дреєра вказівку дотримуватися мякофокусної манери знімання, з тим, щоб зображення було вкрите легким серпанком, ніби уві сні. Для досягнення цього ефекту на відстані близько метра від камери було натягнуто прозору тканину. Під час монтажу фільму було вирізано декілька сцен, через надмірну натуралістичність.
Озвучений «Вампір» був по закінченні знімання на берлінській студії Universum Film AG. З первісної групи акторів в озвученні брали участь тільки Гінцбург і Шміц. Фільм був озвучений трьома мовами — англійською, французькою і німецькою. Епізоди, зняті на різними мовами, мали трохи різну тривалість, оскільки актори не могли грати абсолютно однаково. У французькій версії можна помітити порожні чорні кадри, вставлені, ймовірно, для вирівнювання тривалості епізодів. З цих версій у відносно повному вигляді збереглася лише німецька (вона не містила двох епізодів, які були вирізані німецькою цензурою).

## Провал у прокаті і реабілітація
Вперше фільм показали 6 травня 1932 року в Берліні. «Вампір» не мав успіху серед публіки і не виправдав вкладених у створення коштів. Після прем'єри Дреєр перемонтував фільм, вирізавши кілька епізодів. Особливо вороже його прийняли у Відні. Пересічні глядачі не могли розібратися у рваному сюжеті «Вампіра», тоді як естети ігнорували його через гидливе ставлення до плебейського жанру фільму жахів. Після цього фіаско Дреєр звернувся до лікарні імені Жанни д'Арк зі скаргами на нервовий розлад. Протягом наступних 12 років він не зняв жодного повнометражного фільму.
У повоєнний час ставлення до «Вампіра» стало змінюватися на краще. Нині кінознавці пишуть про «Вампіра» як про одне з найоригінальніших, найатмосферніших творінь дреєрівського генія. За словами Дейва Кера, Дреєр майстерно передає відчуття важкого сновидіння; жанр «Вампіра» (як і фільмів «Кров поета», «Полуденні сіті» тощо) можна визначити як сюрреалістичний «фільм-транс».
У 1972 році Альфред Хічкок назвав «Вампіра» єдиним фільмом, який варто подивитися двічі. Його називав серед своїх улюблених фільмів Луїс Бунюель.
До недавнього часу глядачам були доступні тільки низькоякісні, дуже урізані версії стрічки, з яких важко було усвідомити її сюжет. Влітку 2008 року відновлений німецькими експертами «Вампір» вийшов на DVD відразу двома компаніями — Criterion Collection (на двох дисках зібрані практично всі збережені кіноматеріали) та Eureka Films (з коментарем режисера Гільєрмо дель Торо).